# Lollapalooza Chile
Lollapalooza Chile est un festival de musique basé sur le format original homonyme, organisé annuellement à Santiago, au Chili. Sa première édition a lieu les 2 et 3 avril 2011 au Parc O'Higgins et depuis, il a lieu presque annuellement, sauf en 2020 et 2021 en raison de la pandémie de Covid-19.
Bien que son objectif principal soit d'organiser plusieurs concerts en même temps, Lollapalooza propose également des activités bonus qui sont généralement liées à l'environnement, à l'art, au sport et à la culture pour la jeunesse.

## Histoire

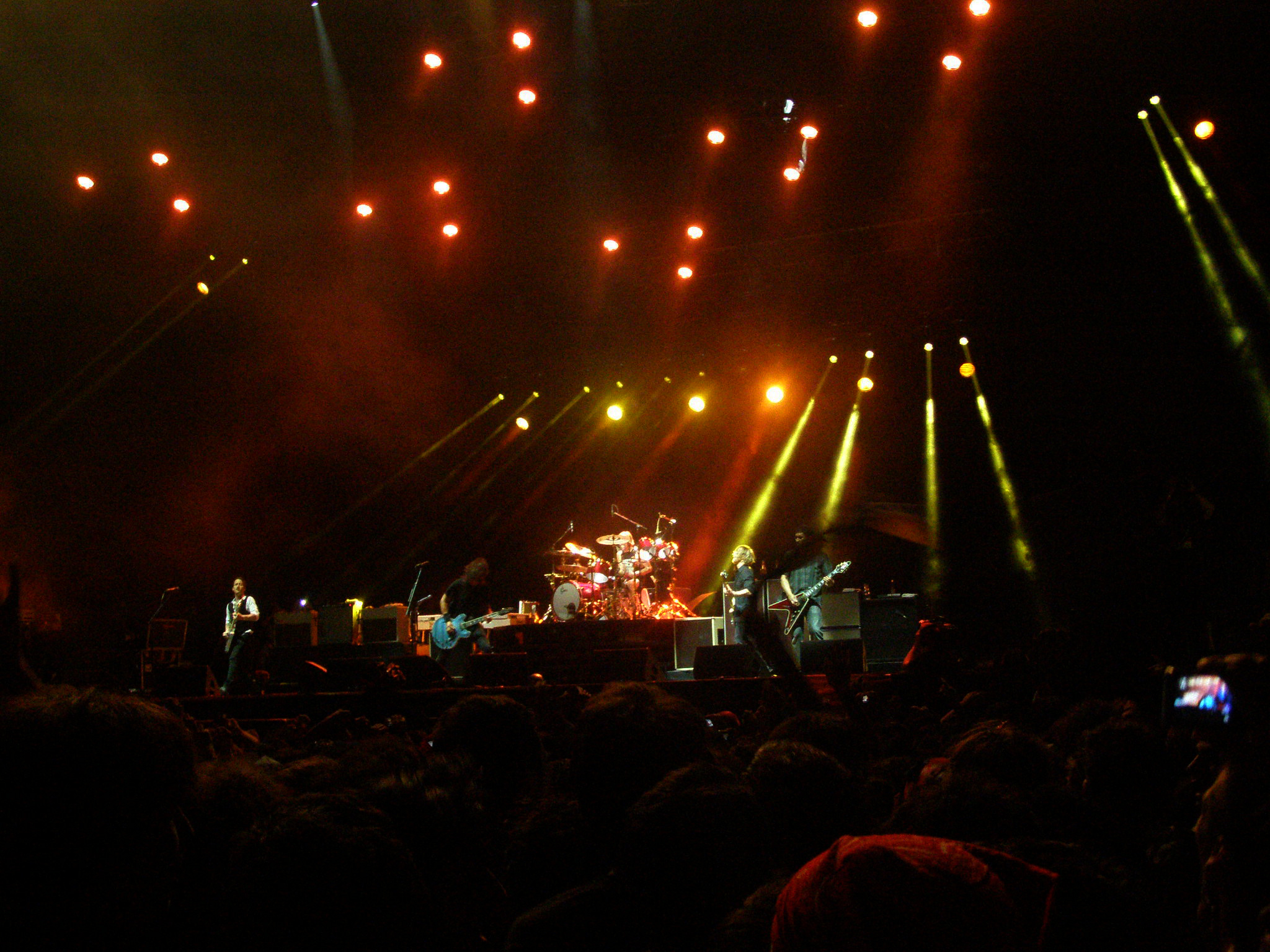
Foo Fighters au Lollapalooza Chile 2012.

L'annonce du premier festival Lollapalooza en dehors des États-Unis est faite en 2010, avec la confirmation que la ville choisie était Santiago, au Chili. Selon le créateur de l'événement, Perry Farrell, la ville présentait suffisamment de caractéristiques qui en faisaient un candidat idéal pour l'événement, comme la présence importante d'hôtels, de restaurants et de divertissements. Le musicien souligne également les caractéristiques du Parc O'Higgins, en particulier son emplacement dans la ville, la vue sur la Cordillère des Andes, l'abondance d'arbres sur le site et la présence du Movistar Arena et du parc d'attractions Fantasilandia dans le périmètre. 
La programmation de la première édition du festival sur le sol chilien est révélée aux premières heures du 28 janvier 2011, avec The Killers, Jane's Addiction et Kanye West en tête d'affiche. Malgré quelques problèmes logistiques, Lollapalooza s'avère être un succès complet. L'affluence maximale est estimée à 55 000 spectateurs quotidien. Perry Farrell exprime également sa satisfaction après l'événement et suggère la possibilité d'une nouvelle édition en 2012, ce qui est confirmé lors d'une conférence de presse tenue début août 2011, en même temps que le premier festival Lollapalooza au Brésil.

## Litiges

### Annulations d'artistes
L'un des problèmes les plus fréquents auxquels Lollapalooza est confronté est l'annulation d'artistes pour diverses raisons, généralement d'ordre médical. Lors de la première édition du festival, le groupe Yeah Yeah Yeahs annule sa prestation en raison de l'état de santé de l'un de ses membres. Bien que l'annonce ait été faite quelques semaines avant l'événement, aucun remplaçant n'est annoncé. Quatre ans plus tard, lors de la version 2015, Jorge González annule également sa prestation à Lollapalooza, car en février de la même année, il est victime d'un accident vasculaire cérébral qui nécessite un traitement de trois mois. Contrairement à Yeah Yeah Yeahs, l'auteur-compositeur-interprète est remplacé par Ana Tijoux.
Lors de l'édition 2023, le groupe américain Blink-182 annule également sa participation à l'événement, car son batteur, Travis Barker, s'est blessé à l'un de ses doigts. Le groupe a toutefois promis de participer à l'événement l'année suivante, ce qui a été confirmé en novembre de la même année avec la présentation du line-up de la version 2024 du festival.

### Incident avec St. Vincent
Après la prestation réussie de la chanteuse américaine lors de la version 2015 de Lollapalooza, il est révélé que St. Vincent avait détruit des œuvres d'art de l'artiste Constanza Ragal qui ornaient sa loge. En réponse, l'artiste chilienne poursuit la société de production Lotus et la chanteuse et demande un remboursement de 4 500 dollars américains, soit l'équivalent de près de 3 millions de pesos chiliens.
Bien que St. Vincent ne soit pas sous le coup d'un mandat d'arrêt national, la chanteuse est restée au Chili pour résoudre le problème. Finalement, les parties sont parvenues à un accord, qui n'a jamais été divulgué, et la chanteuse américaine quitte le pays au cours de la semaine suivant le festival.

### Désistement de Liam Gallagher
L'un des cas les plus particuliers d'annulation à Lollapalooza se produit lors de l'édition 2018. Le chanteur britannique Liam Gallagher quitte la scène après avoir interprété trois chansons, invoquant des problèmes de son et de voix. Après la mésaventure, son équipe confirme que l'artiste avait été diagnostiqué avec une infection respiratoire à la suite d'une représentation en Europe, alors que la veille il n'avait eu aucune complication lors de sa prestation à l'édition argentine du festival.

### Problème avec la ville de Santiago
Début novembre 2021, les conseillers municipaux de Santiago refusent de laisser organiser Lollapalooza l'année suivante, citant principalement un rapport publié par le contrôleur général en 2019, qui fait référence à des problèmes financiers et au caractère de zone du parc O'Higgins. Finalement, le 17 novembre de la même année, la société de production Lotus confirme que le festival n'aurait pas lieu à Santiago Centro et affirme que toutes les autorisations et tous les paiements à effectuer étaient en règle et qu'elle s'adressait directement aux conseillers et au nouveau maire de la commune, Irací Hassler.
Un mois plus tard, il est confirmé que le festival aurait lieu dans le Parque Bicentenario de Cerrillos et que des initiatives bénéfiques pour la commune, telles que les offres d'emplois et la présence d'entrepreneurs locaux lors de l'événement, seraient mises en œuvre. Peu avant la tenue de Lollapalooza, la maire de la commune, Lorena Facuse, explique que l'organisation du festival était un défi pour le secteur et souligne l'emplacement du parc par rapport au site de Santiago Centro, principalement parce qu'il s'agit d'un secteur essentiellement commercial avec un plus petit nombre d'habitations, en plus de sa proximité avec l'avenue Pedro Aguirre Cerda et la station Cerrillos du métro de Santiago.